# Imperfektiver Aspekt
Der imperfektive Aspekt ist ein Begriff der Sprachwissenschaft. Er bezieht sich im Gegensatz zum perfektiven Aspekt auf Verbformen, die Ereignisse und Zustände als unabgeschlossen, andauernd oder wiederholt darstellen. 
Der imperfektive Aspekt eignet sich von daher für Aussagen über die Gegenwart, da die Gegenwart sich wie ein Zeitpunkt verhält, in dem viele Arten von Ereignissen nicht vollständig enthalten sein könnten. In Sprachen mit Aspektsystemen kann es daher sein, dass der perfektive Aspekt auf Vergangenheitsformen beschränkt ist, wogegen nur die imperfektive Form Gegenwartsbezug haben kann. Auch Verben, die abstrakte und somit zeitlose Situationen beschreiben, werden oft nur im imperfektiven Aspekt dargestellt.
Gelegentlich wird die Bezeichnung (inkorrekterweise) auch für die Bestimmung einer Form innerhalb der Aktionsarten eingesetzt. Gemeint ist mit „imperfektives Verb“ dann eigentlich ein Verb mit „durativer Aktionsart“.

## Einzelsprachliches
Der imperfektive Aspekt ist einer der drei Aspekte der hypothetischen indogermanischen Ursprungssprache, welcher auch in vielen der Folgesprachen ein Teil des Verbalparadigmas ist. In vielen indogermanischen Sprachen, so im Griechischen, haben sich für Aspekt und Tempus kombinierende Formen in der Verbmorphologie ausgebildet.
In der deutschen Sprache wird die vergangene Zeitform Präteritum (z. B. „er rauchte“) aufgrund des Einflusses der französischen Grammatik oft fälschlich Imperfekt genannt, obwohl Formen wie „er fand“ keine unvollendete Handlung darstellen. Das deutsche Präteritum als Zeitform sagt also nichts über den Aspekt aus. Im Französischen dagegen ist beispielsweise die Zeitform Imparfait fest mit dem imperfektiven Aspekt und die Zeitform Passé composé fest mit dem perfektiven Aspekt verbunden.
Das gilt auch für die spanische Sprache, in der der Aspekt als morphologisch-grammatische Kategorie in Erscheinung tritt und die unabgeschlossene oder andauernde und sich wiederholende Ereignishaftigkeit einer Handlung durch den Pretérito imperfecto de indicativo ausgedrückt wird. Das Abgeschlossene, zeitlich genau Situierte aber wird mit dem Pretérito indefinido de indicativo bezeichnet.
In der Neugriechischen Sprache ist die formale Aspektunterscheidung (Imperfektiv versus Aorist) in den Zeitstufen des Präteritums (Paratatikos versus Aorist), und des Futurs ausgeprägt. Auch beim Imperativ und Konjunktiv wird zwischen den beiden Aspekten unterschieden, wodurch sich die Aspektunterscheidung auch auf einen Teil des Präsens erstreckt. Nur bei wenigen Verben gibt es diesen Aspektunterschied nicht, da sie wegen der Bedeutung immer einen unvollendeten Aspekt besitzen (so zum Beispiel είμαι sein oder χάσκω klaffen). Der Verbstamm, mit dem die Formen des imperfektiven Aspekts gebildet werden, trägt in den Neugriechisch-Grammatiken unterschiedliche Bezeichnungen, so etwa paratatischer (παρατατικό), präsentischer (ενεστωτικό) oder imperfektiver (ατελές) Stamm (θέμα).